# Nanne Bergstrand
Kurt-Arne Nanne René Bergstrand, född 28 april 1956 i Markaryd, är en svensk fotbollstränare och före detta fotbollsspelare, främst känd för att säsongen 2008 ha fört Kalmar FF till dess första SM-guld. I smålandsklubben tillbringade han sammanlagt sexton säsonger som tränare och två år som spelare. Bergstrand har dessutom tränat klubbar som Östers IF, Helsingborgs IF och Hammarby IF. Den största internationella framgången kom med Helsingborg år 2000 då han ledde laget till Champions League-spel via en bragdmatch mot Inter på San Siro.
Som spelare gjorde Bergstrand flera allsvenska säsonger, i Halmstads BK och Kalmar FF. Här blev cupguldet med KFF år 1981 den största meriten.

## Karriär

### Som spelare
Nanne Bergstrand värvades från moderklubben Markaryds IF till regerande svenska mästarna Halmstads BK inför säsongen 1977. Här gjorde han två år innan flyttlasset tog honom tillbaka till Markaryd. Efter två ytterligare säsonger "hemma" tog han 1981 åter klivet till en allsvensk klubb, Kalmar FF. Här, liksom i Halmstad, slog sig Bergstrand aldrig riktigt fram till en ordinarie plats i startelvan. Han vände, efter två spelmässigt ganska magra år (dock med cupguld från 1981), åter tillbaka till spel i Markaryd där han från 1985 verkade som spelande tränare i några år innan han från 1989 enbart agerade tränare.
Nanne Bergstrand var som spelare i början av 1980-talet aktuell för spel i Manchester City FC. Affären sprack då Bergstrand saknade landslagsmeriter, vilket på den tiden krävdes för att få speltillstånd i dåvarande engelska ligan.

### Som tränare
Nanne Bergstrand började sin tränarkarriär i den kronobergska klubben Traryds IF i mitten av 1980-talet; samtidigt kombinerat med en spelarroll i Markaryd där han senare "slog igenom" i enbart tränarrollen i slutet av 1980-talet. Bergstrand hamnade sedan i idel småländska klubbar (Växjö Norra, Öster) där han nådde klart godkända resultat, innan han 1997 förgäves försökte rädda IK Oddevold undan degradering från division 1.

#### Till Kalmar FF
År 1998 anlitades den till läggningen något filosofiske tränaren av klubben han gjorde två allsvenska säsonger i: till division 1 nyligen uppstigna småländska Kalmar FF. Här blev det omedelbar succé då Bergstrand tog laget till serieseger och en allsvensk plats för första gången sedan 1987. Den därpå följande säsongen såg ut att gå över förväntan ända till slutet på juli då de blivande svenska mästarna Helsingborgs IF gick ut med att man rekryterat Bergstrand till säsongen 2000. Bergstrand ansågs av många vara "en svikare", Kalmar sjönk som en sten genom tabellen och man tog bara ytterligare 5 poäng under hela hösten varpå Nanne fick se sitt lag åka ur via kvalspel (mot GAIS).

#### Champions League-spel med Helsingborg
I Helsingborg lyckades Bergstrand bra till en början. Klubben lånade in den unge brasilianaren Alvaro Santos som genast blev publikfavorit på Olympia och den viktigaste spelaren då man slutade tvåa i Allsvenskan 2000. Laget lyckades också under Bergstrands ledning att via en bragdmatch på San Siro mot Inter avancera till Champions Leagues gruppspel. Året därpå blev dock inte lika lyckat för HIF och därmed inte heller för Bergstrand som fick lämna sitt uppdrag mitt under säsongen.

#### Tillbaka i Kalmar – SM-guld
Kärleken till Småland och inte minst till Kalmar FF bestod dock – och skulle visa sig besvarad – då han under hösten 2002 ånyo anlitades som tränare med början 2003. Bergstrand skrev på ett 5-årskontrakt med sitt och föreningens uttalade mål att åter föra laget till Allsvenskan och där etablera sig. Vis av framgången med Alvaro Santos sonderade Bergstrand terrängen i Brasilien och lyckades åter hitta brasiliansk talang: denna gång i Daniel Mendes (och Dudu) som var tongivande med 14 mål i Superettan då laget 2003 ännu en gång tog sig tillbaka till högsta serien.
Ledningen, med Bergstrand i spetsen, lade nu grunden för den mest framgångsrika perioden i KFF:s historia. Man fortsatte på "det brasilianska spåret" och rekryterade där, som Nanne uttryckte det, "spetskompetens", för att så småningom på allvar kunna utmana "etablissemanget" – också det ett favorituttryck á la Bergstrand. Kalmar, med tre brasilianska importer i laget, imponerade och tog som nykomling en stark femteplats 2004. Med kontinuitet och kloka, lokala värvningar - bland annat i form av tre bröder Elm - radade man upp topp-placeringar i serien de följande åren. 3:a, 5:a, 2:a och en vinst i Svenska cupen 2007 var facit innan Bergstrand under favorittryck säsongen 2008 lyckades leda Kalmar till dess första SM-guld någonsin.
Laget splittrades sedan på grund av ett antal tunga förluster med proffskontrakt för de mest "heta" spelarna och de därpå följande åren blev tämligen magra för Bergstrand och klubben. En fjärdeplats 2009 och en 9:e-placering 2010 visade att både ledning och lag behövde nya injektioner. Den första kom i och med den nya arenan som stod klar lagom till säsongspremiären 2011. Detta var något Bergstrand länge hade pläderat för och menat var ett måste för att kunna fortsätta utmana storstadsklubbarna och, som fallet varit de senaste åren, slippa spela Europa-matcher på "lånad" hemmaarena. Under guldsäsongen 2008 hade han öppet till och med  hotat med att lämna sitt uppdrag om ingen ny arena kom till stånd.

#### Ny utmaning i Hammarby
I november 2013 offentliggjordes Bergstrand som ny huvudtränare för Hammarby IF. Laget vann Superettan året efter och spelade sedan i Allsvenskan säsongen 2015, fortfarande med Bergstrand som tränare. Efter säsongen 2016 beslutade dock Hammarby att avsluta kontraktet i förtid.

#### Återkomst i Kalmar FF
I juni 2017 meddelade Kalmar FF att Bergstrand skrivit på ett kontrakt sträckande sig över 2,5 år. Efter säsongen 2018 lämnade han dock klubben efter att mitt under säsongen fått sjukskriva sig på grund av en utmattningsdepression.
I december 2019 skrev Bergstrand på ett nytt kontrakt för att för fjärde gången träna Kalmar FF. Han lämnade tränaruppdraget i och med utgången av 2020 års säsong.

## Karriärstatistik
| Klubb                                                 | Säsong            | Inhemsk liga      | Inhemsk liga | Inhemsk liga | Nat. täv. | Nat. täv. | Internat. täv. | Internat. täv. | Totalt | Totalt |
| Klubb                                                 | Säsong            | Serie             | SM           | Mål          | SM        | Mål       | SM             | Mål            | SM     | Mål    |
| ----------------------------------------------------- | ----------------- | ----------------- | ------------ | ------------ | --------- | --------- | -------------- | -------------- | ------ | ------ |
| Kalmar FF                                             | 1981              | Allsvenskan       | 22           | 0            | 1         | 1         | 2              | 0              | 25     | 1      |
| Kalmar FF                                             | 1982              | Allsvenskan       | 8            | 0            | 0         | 0         | 0              | 0              | 8      | 0      |
| Kalmar FF                                             | Totalt i klubblag | Totalt i klubblag | 30           | 0            | 1         | 1         | 2              | 0              | 33     | 1      |
| Antal matcher och mål är korrekt per den 25 juni 2020 |                   |                   |              |              |           |           |                |                |        |        |

## Privatlivet
"Nanne" var från början ett smeknamn, Bergstrand tillfogade senare namnet även i folkbokföringen som tilltalsnamn bredvid sitt gamla namn Kurt-Arne.

## Meriter

### Som spelare
Kalmar FF
- Svenska cupen 1981

### Som tränare

#### I klubblag
Kalmar FF
- 1:a i Division 1 Södra 1998
- 1:a i Superettan 2003
- Lilla silvret i Allsvenskan 2005
- Svenska cupen 2007
- Stora silvret i  Allsvenskan 2007
- Svensk mästare 2008
- Supercupen 2009
- Brons i Allsvenskan 2009
- Brons i Allsvenskan 2013

 Helsingborgs IF
- Stora silvret i Allsvenskan 2000

 Hammarby IF
- 1:a i Superettan 2014

#### Individuellt
- Årets ledare/tränare 2008, prisad på Idrottsgalan 2009
- Årets Tränare 2008, prisad på Fotbollsgalan 2008 i Globen den 17 november
- Tidningarnas Telegrambyrås idrottsledarpris 2008 (TT:s idrottsledarpris)

- Efter Kalmar FFs SM-guld 2008 fick Bergstrand en gata uppkallad efter sig i Kalmar, "Nanne Bergstrands gata". Vid Kommunstyrelsens möte 6 december 2011 beslutades att Nanne Bergstrands gata ska vara den väg som angör träningsplanerna norr om Guldfågeln Arena.